# Bettlersmühle

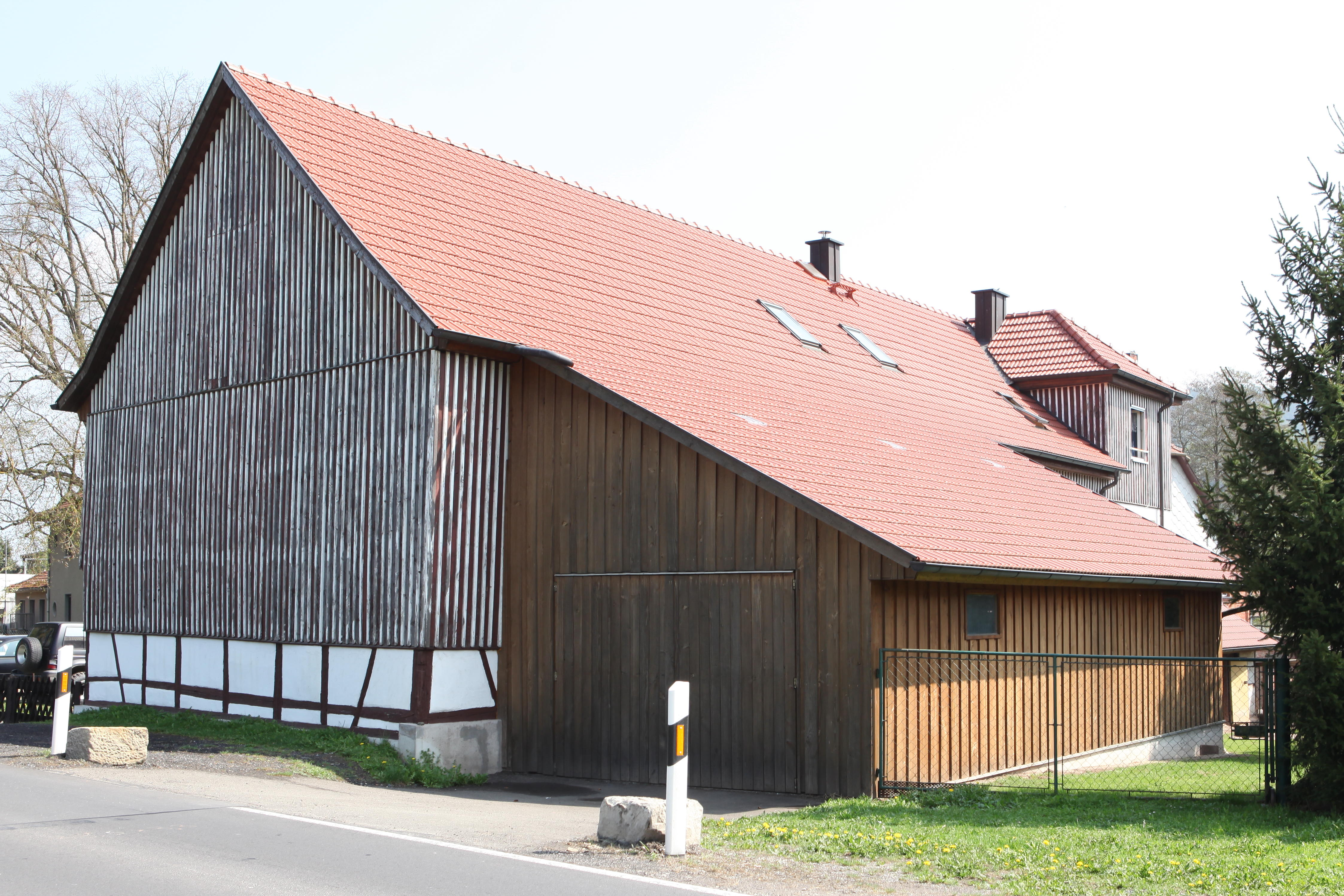
Scheune in Bettlersmühle

Bettlersmühle gehört zu Schwarza im Landkreis Schmalkalden-Meiningen in Thüringen.
Bettlersmühle befindet sich am südlichen Ortsausgang von Schwarza an der Landesstraße 1131 kurz vor der neuen Talbrücke Schwarza der Bundesautobahn 71. Die Landesstraße führt am südlichen Ausgang von Schwarza nach Kühndorf und Rohr.